# Leichtathletik-Afrikameisterschaften 1992
Die 8. Leichtathletik-Afrikameisterschaften fanden vom 25. bis 28. Juni 1992 in Belle Vue Maurel (Mauritius) statt. Austragungsort war das Sir Anerood Jugnauth Stadium (heute Stade Anjalay).
Entscheidungen fielen in 22 Disziplinen für Männer und 19 Disziplinen für Frauen. Bei den Frauen gab es noch keine Wettbewerbe im 3000-Meter-Hindernislauf, im Stabhochsprung und im Hammerwurf, jedoch zum ersten Mal im Dreisprung. Bei den Männern wurde der Marathonlauf aus dem Programm genommen.
Es nahmen 336 Athleten aus 24 Ländern teil. Fünf Sportlern gelang die Titelverteidigung: Ayodele Aladefa (NGR, Weitsprung), Toussaint Rabenala (MDG, Dreisprung), Derartu Tulu (ETH, 3000-Meter-Lauf und 10.000-Meter-Lauf), Lucienne N’Da (CIV, Hochsprung zum vierten Mal in Folge) und Seraphina Nyauma (KEN, Speerwurf). Außerdem siegte die nigerianische 4-mal-400-Meter-Staffel der Frauen zum vierten Mal insgesamt und zum dritten Mal in Folge bei Afrikameisterschaften.
Nachdem in Südafrika die Abschaffung der Apartheid begonnen hatte, wurden erstmals südafrikanische Athleten zur Teilnahme an Leichtathletik-Afrikameisterschaften zugelassen.

## Resultate

### 100 m
| Platz | Land      | Athlet             | Zeit    |
| ----- | --------- | ------------------ | ------- |
| 1     | Nigeria   | Victor Omagbemi    | 10,34 s |
| 2     | Senegal   | Charles-Louis Seck | 10,40 s |
| 3     | Südafrika | Johan Rossouw      | 10,43 s |

(Wind: +1,5 m/s)
| Platz | Land      | Athletin       | Zeit    |
| ----- | --------- | -------------- | ------- |
| 1     | Südafrika | Elinda Vorster | 11,26 s |
| 2     | Südafrika | Marcel Winkler | 11,31 s |
| 3     | Nigeria   | Rufina Ubah    | 11,42 s |

(Wind: +1,7 m/s)

### 200 m
| Platz | Land    | Athlet           | Zeit    |
| ----- | ------- | ---------------- | ------- |
| 1     | Nigeria | Victor Omagbemi  | 21,20 s |
| 2     | Ghana   | Emmanuel Tuffour | 21,28 s |
| 3     | Ghana   | John Myles-Mills | 21,31 s |

(Wind: −2,0 m/s)
| Platz | Land      | Athletin       | Zeit    |
| ----- | --------- | -------------- | ------- |
| 1     | Südafrika | Elinda Vorster | 23,60 s |
| 2     | Südafrika | Marcel Winkler | 23,60 s |
| 3     | Südafrika | Yolanda Steyn  | 24,11 s |

(Wind: −1,8 m/s)

### 400 m
| Platz | Land      | Athlet          | Zeit    |
| ----- | --------- | --------------- | ------- |
| 1     | Südafrika | Bobang Phiri    | 45,42 s |
| 2     | Kenia     | Kennedy Ochieng | 46,23 s |
| 3     | Kenia     | Abednego Matilu | 46,62 s |

| Platz | Land    | Athletin         | Zeit    |
| ----- | ------- | ---------------- | ------- |
| 1     | Nigeria | Omotayo Akinremi | 52,53 s |
| 2     | Senegal | Aïssatou Tandian | 52,64 s |
| 3     | Nigeria | Omolade Akinremi | 53,14 s |

### 800 m
| Platz | Land      | Athlet              | Zeit        |
| ----- | --------- | ------------------- | ----------- |
| 1     | Burundi   | Charles Nkazamyampi | 1:46,95 min |
| 2     | Südafrika | Cliffie Miller      | 1:47,19 min |
| 3     | Marokko   | Mahjoub Haïda       | 1:47,71 min |

| Platz | Land      | Athletin          | Zeit        |
| ----- | --------- | ----------------- | ----------- |
| 1     | Äthiopien | Zewde Hailemariam | 2:06,20 min |
| 2     | Marokko   | Najat Ouali       | 2:07,40 min |
| 3     | Südafrika | Ilse Wicksell     | 2:07,48 min |

### 1500 m
| Platz | Land      | Athlet          | Zeit        |
| ----- | --------- | --------------- | ----------- |
| 1     | Kenia     | Nelson Chirchir | 3:38,52 min |
| 2     | Südafrika | Johan Landsman  | 3:38,60 min |
| 3     | Kenia     | Robert Mdogo    | 3:39,18 min |

| Platz | Land      | Athletin       | Zeit        |
| ----- | --------- | -------------- | ----------- |
| 1     | Südafrika | Elana Meyer    | 4:18,44 min |
| 2     | Südafrika | Gwen Griffiths | 4:20,79 min |
| 3     | Marokko   | Najat Ouali    | 4:23,22 min |

### 5000 m / 3000 m
| Platz | Land      | Athlet           | Zeit         |
| ----- | --------- | ---------------- | ------------ |
| 1     | Kenia     | James Songok     | 13:24,63 min |
| 2     | Äthiopien | Worku Bikila     | 13:25,98 min |
| 3     | Kenia     | Josephat Machuka | 13:28,85 min |

| Platz | Land      | Athletin       | Zeit        |
| ----- | --------- | -------------- | ----------- |
| 1     | Äthiopien | Derartu Tulu   | 9:01,12 min |
| 2     | Südafrika | Gwen Griffiths | 9:03,10 min |
| 3     | Äthiopien | Getenesh Urge  | 9:03,32 min |

### 10.000 m
| Platz | Land      | Athlet                | Zeit         |
| ----- | --------- | --------------------- | ------------ |
| 1     | Kenia     | Josephat Machuka      | 27:59,70 min |
| 2     | Südafrika | Matthews Motshwarateu | 28:22,57 min |
| 3     | Südafrika | Xolile Yawa           | 28:27,82 min |

| Platz | Land      | Athletin       | Zeit         |
| ----- | --------- | -------------- | ------------ |
| 1     | Äthiopien | Derartu Tulu   | 31:32,25 min |
| 2     | Kenia     | Lydia Cheromei | 31:41,09 min |
| 3     | Äthiopien | Luchia Yishak  | 32:28,86 min |

### 110 m Hürden / 100 m Hürden
| Platz | Land      | Athlet         | Zeit    |
| ----- | --------- | -------------- | ------- |
| 1     | Mauritius | Judex Lefou    | 13,91 s |
| 2     | Südafrika | Kobus Schoeman | 13,92 s |
| 3     | Südafrika | Winpie Nel     | 13,98 s |

(Wind: +1,4 m/s)
| Platz | Land      | Athletin           | Zeit    |
| ----- | --------- | ------------------ | ------- |
| 1     | Nigeria   | Ime Akpan          | 13,14 s |
| 2     | Südafrika | Karen van der Veen | 13,29 s |
| 3     | Südafrika | Annemarie le Roux  | 13,70 s |

(Wind: +0,3 m/s)

### 400 m Hürden
| Platz | Land       | Athlet                  | Zeit    |
| ----- | ---------- | ----------------------- | ------- |
| 1     | Südafrika  | Dries Vorster           | 49,66 s |
| 2     | Senegal    | Amadou Dia Bâ           | 49,71 s |
| 3     | Madagaskar | Hubert Rakotombélontsoa | 50,56 s |

| Platz | Land      | Athletin         | Zeit    |
| ----- | --------- | ---------------- | ------- |
| 1     | Südafrika | Myrtle Bothma    | 56,02 s |
| 2     | Marokko   | Nadia Zétouani   | 57,31 s |
| 3     | Nigeria   | Omolade Akinremi | 57,43 s |

### 3000 m Hindernis
| Platz | Land      | Athlet           | Zeit        |
| ----- | --------- | ---------------- | ----------- |
| 1     | Südafrika | Whaddon Niewoudt | 8:26,44 min |
| 2     | Kenia     | Gladstone Kabiga | 8:26,68 min |
| 3     | Kenia     | Eliud Barngetuny | 8:38,02 min |

### 20 km Gehen / 5000 m Gehen
| Platz | Land      | Athlet           | Zeit      |
| ----- | --------- | ---------------- | --------- |
| 1     | Südafrika | Chris Britz      | 1:29:56 h |
| 2     | Südafrika | Johan Moerdyk    | 1:30:54 h |
| 3     | Südafrika | Riecus Blignouat | 1:31:59 h |

| Platz | Land      | Athletin       | Zeit         |
| ----- | --------- | -------------- | ------------ |
| 1     | Algerien  | Dounia Kara    | 24:57,02 min |
| 2     | Mauritius | Maryse Pyndiah | 25:11,95 min |
| 3     | Südafrika | Susan Bingham  | 25:45,64 min |

### Hochsprung
| Platz | Land      | Athlet         | Höhe   |
| ----- | --------- | -------------- | ------ |
| 1     | Algerien  | Yacine Mousli  | 2,21 m |
| 2     | Algerien  | Othmane Belfaa | 2,16 m |
| 3     | Mauritius | Khemraj Naïko  | 2,16 m |

| Platz | Land           | Athletin          | Höhe   |
| ----- | -------------- | ----------------- | ------ |
| 1     | Elfenbeinküste | Lucienne N’Da     | 1,95 m |
| 2     | Südafrika      | Charmaine Weavers | 1,92 m |
| 3     | Südafrika      | Desiré du Plessis | 1,86 m |

### Weitsprung
| Platz | Land       | Athlet          | Weite  |
| ----- | ---------- | --------------- | ------ |
| 1     | Nigeria    | Ayodele Aladefa | 7,95 m |
| 2     | Südafrika  | François Fouché | 7,91 m |
| 3     | Seychellen | Danny Beauchamp | 7,86 m |

| Platz | Land      | Athletin           | Weite  |
| ----- | --------- | ------------------ | ------ |
| 1     | Südafrika | Karen Botha        | 6,78 m |
| 2     | Nigeria   | Stella Emefesi     | 5,98 m |
| 3     | Südafrika | Maryna van Niekerk | 5,98 m |

### Dreisprung
| Platz | Land       | Athlet             | Weite   |
| ----- | ---------- | ------------------ | ------- |
| 1     | Madagaskar | Toussaint Rabenala | 17,04 m |
| 2     | Ghana      | Francis Dodoo      | 16,43 m |
| 3     | Senegal    | Papa Ladji Konaté  | 16,23 m |

| Platz | Land    | Athletin         | Weite   |
| ----- | ------- | ---------------- | ------- |
| 1     | Senegal | Awa Dioum-Ndiaye | 12,47 m |
| 2     | Kenia   | Ndounga Kolossi  | 12,41 m |
| 3     | Benin   | Sonya Agbéssi    | 12,17 m |

### Stabhochsprung
| Platz | Land      | Athlet           | Höhe   |
| ----- | --------- | ---------------- | ------ |
| 1     | Südafrika | Okkert Brits     | 5,35 m |
| 2     | Mauritius | Kersley Gardenne | 5,30 m |
| 3     | Südafrika | Riaan Botha      | 5,20 m |

### Speerwurf
| Platz | Land      | Athlet        | Weite   |
| ----- | --------- | ------------- | ------- |
| 1     | Südafrika | Tom Petranoff | 87,26 m |
| 2     | Südafrika | Wilhelm Pauer | 81,60 m |
| 3     | Südafrika | Phillip Spies | 73,80 m |

| Platz | Land      | Athletin         | Weite   |
| ----- | --------- | ---------------- | ------- |
| 1     | Kenia     | Seraphina Nyauma | 53,02 m |
| 2     | Südafrika | Liezel Roux      | 52,42 m |
| 3     | Südafrika | Rhona Dwinger    | 51,28 m |

### Diskuswurf
| Platz | Land      | Athlet               | Weite   |
| ----- | --------- | -------------------- | ------- |
| 1     | Nigeria   | Adewale Olukoju      | 60,66 m |
| 2     | Ägypten   | Mohamed Naguib Hamed | 57,12 m |
| 3     | Südafrika | Dawie Kok            | 55,72 m |

| Platz | Land      | Athletin             | Weite   |
| ----- | --------- | -------------------- | ------- |
| 1     | Südafrika | Lizette Etsebeth     | 54,84 m |
| 2     | Südafrika | Nanette van der Walt | 53,40 m |
| 3     | Marokko   | Zoubida Laayouni     | 52,74 m |

### Kugelstoßen
| Platz | Land    | Athlet          | Weite   |
| ----- | ------- | --------------- | ------- |
| 1     | Nigeria | Chima Ugwu      | 18,50 m |
| 2     | Marokko | Khalid Fatihi   | 17,49 m |
| 3     | Nigeria | Adewale Olukoju | 17,06 m |

| Platz | Land    | Athletin           | Weite   |
| ----- | ------- | ------------------ | ------- |
| 1     | Marokko | Fouzia Fatihi      | 15,82 m |
| 2     | Ägypten | Hanan Ahmed Khaled | 15,49 m |
| 3     | Kenia   | Elizabeth Olaba    | 14,77 m |

### Hammerwurf
| Platz | Land      | Athlet                   | Weite   |
| ----- | --------- | ------------------------ | ------- |
| 1     | Algerien  | Hakim Toumi              | 69,80 m |
| 2     | Ägypten   | Sherif Farouk El Hennawi | 68,08 m |
| 3     | Südafrika | Charlie Koen             | 63,14 m |

### 4 × 100 m
| Platz | Land      | Zeit    |
| ----- | --------- | ------- |
| 1     | Südafrika | 39,57 s |
| 2     | Senegal   | 39,60 s |
| 3     | Nigeria   | 39,73 s |

| Platz | Land       | Zeit    |
| ----- | ---------- | ------- |
| 1     | Südafrika  | 44,53 s |
| 2     | Nigeria    | 45,19 s |
| 3     | Madagaskar | 45,38 s |

### 4 × 400 m
| Platz | Land      | Zeit        |
| ----- | --------- | ----------- |
| 1     | Südafrika | 3:06,95 min |
| 2     | Senegal   | 3:07,77 min |
| 3     | Kenia     | 3:08,37 min |

| Platz | Land      | Zeit        |
| ----- | --------- | ----------- |
| 1     | Nigeria   | 3:33,13 min |
| 2     | Südafrika | 3:36,19 min |
| 3     | Mauritius | 3:42,68 min |

### Zehnkampf / Siebenkampf
| Platz | Land      | Athlet              | Punkte      |
| ----- | --------- | ------------------- | ----------- |
| 1     | Algerien  | Mourad Mahour Bacha | 7467 Punkte |
| 2     | Mauritius | Gino Antoine        | 6803 Punkte |
| 3     | Mauritius | Patrick Legrand     | 6798 Punkte |

| Platz | Land           | Athletin           | Punkte      |
| ----- | -------------- | ------------------ | ----------- |
| 1     | Südafrika      | Chrisna Oosthuizen | 5056 Punkte |
| 2     | Kenia          | Caroline Kola      | 4994 Punkte |
| 3     | Elfenbeinküste | Albertine Koutouan | 4977 Punkte |

## Medaillenspiegel
| Medaillenspiegel Endstand nach 41 Entscheidungen | Medaillenspiegel Endstand nach 41 Entscheidungen | Medaillenspiegel Endstand nach 41 Entscheidungen | Medaillenspiegel Endstand nach 41 Entscheidungen | Medaillenspiegel Endstand nach 41 Entscheidungen | Medaillenspiegel Endstand nach 41 Entscheidungen |
| Platz                                            | Land                                             | Gold                                             | Silber                                           | Bronze                                           | Gesamt                                           |
| ------------------------------------------------ | ------------------------------------------------ | ------------------------------------------------ | ------------------------------------------------ | ------------------------------------------------ | ------------------------------------------------ |
| 1                                                | Südafrika                                        | 16                                               | 16                                               | 15                                               | 47                                               |
| 2                                                | Nigeria                                          | 8                                                | 2                                                | 5                                                | 15                                               |
| 3                                                | Kenia                                            | 4                                                | 5                                                | 6                                                | 15                                               |
| 4                                                | Algerien                                         | 4                                                | 1                                                | –                                                | 5                                                |
| 5                                                | Äthiopien                                        | 3                                                | 1                                                | 2                                                | 6                                                |
| 6                                                | Senegal                                          | 1                                                | 5                                                | 1                                                | 7                                                |
| 7                                                | Marokko                                          | 1                                                | 3                                                | 3                                                | 7                                                |
| 7                                                | Mauritius                                        | 1                                                | 3                                                | 3                                                | 7                                                |
| 9                                                | Madagaskar                                       | 1                                                | –                                                | 2                                                | 3                                                |
| 10                                               | Elfenbeinküste                                   | 1                                                | –                                                | 1                                                | 2                                                |
| 11                                               | Burundi                                          | 1                                                | –                                                | –                                                | 1                                                |
| 12                                               | Ägypten                                          | –                                                | 3                                                | –                                                | 3                                                |
| 13                                               | Ghana                                            | –                                                | 2                                                | 1                                                | 3                                                |
| 14                                               | Benin                                            | –                                                | –                                                | 1                                                | 1                                                |
| 14                                               | Seychellen                                       | –                                                | –                                                | 1                                                | 1                                                |